# Moxostoma mascotae
El matalote de Mascota (Moxostoma mascotae) es una especie de pez de la familia Catostomidae en el orden de los Cypriniformes.

## Distribución geográfica
Este pez se distribuye en el río Mascota, afluente del río Ameca, en el estado de Jalisco, México.